# 黃竹坑巴士總站

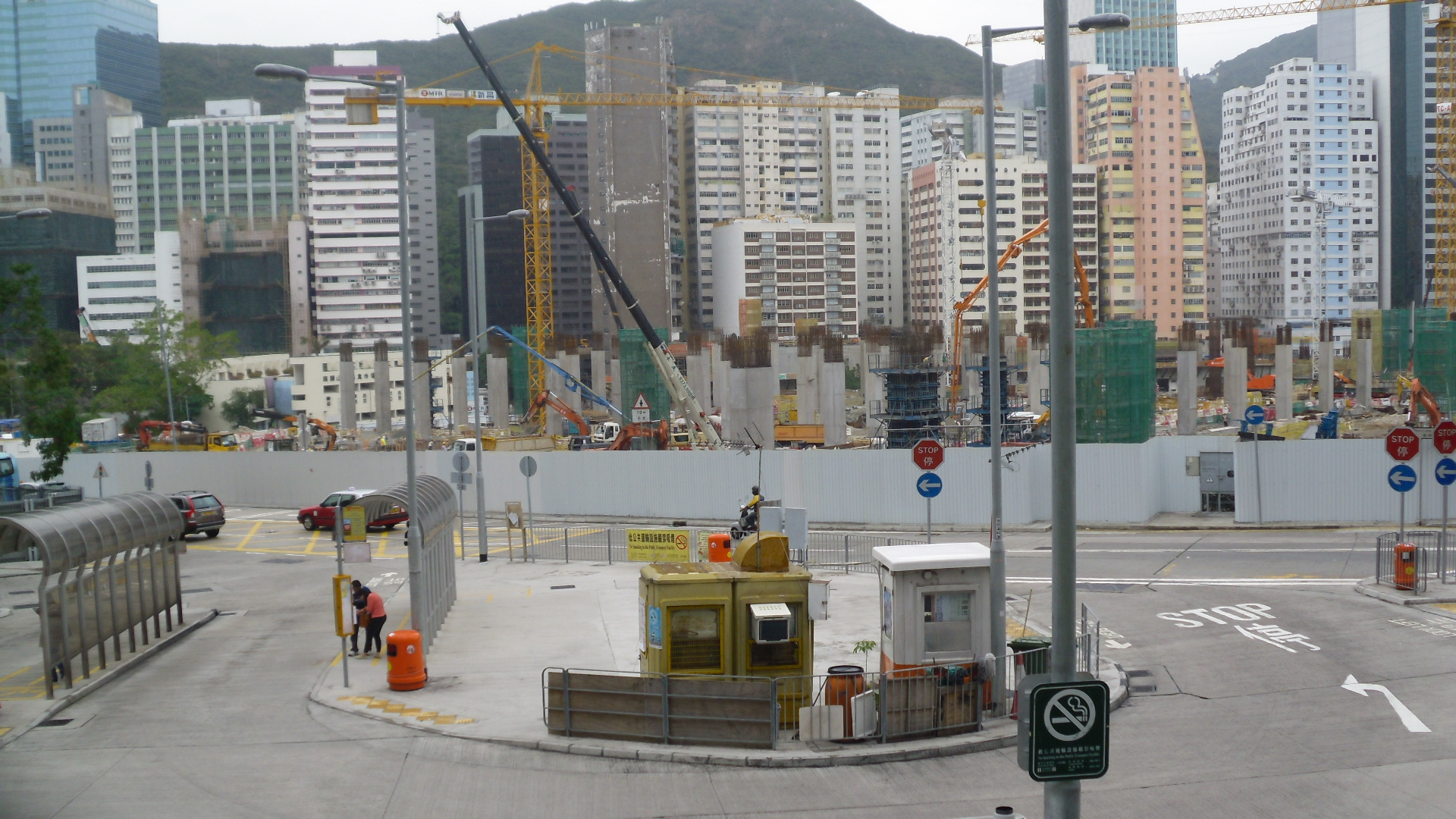
重置後的黃竹坑巴士總站公共交通運輸交匯處，後方為南港島綫車廠建築地盤（2012年）

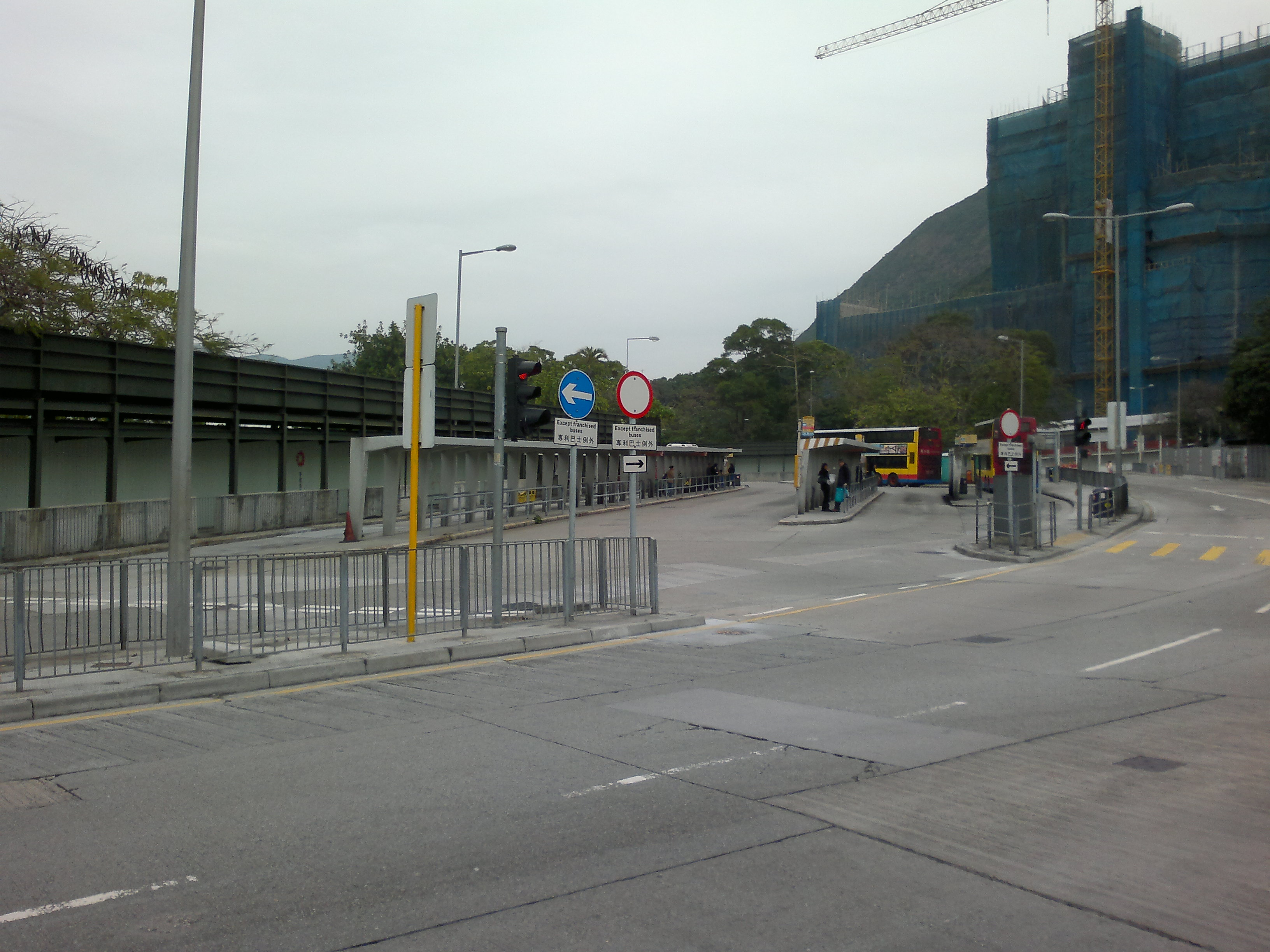
重置前的黃竹坑巴士總站公共交通運輸交匯處（2011年）

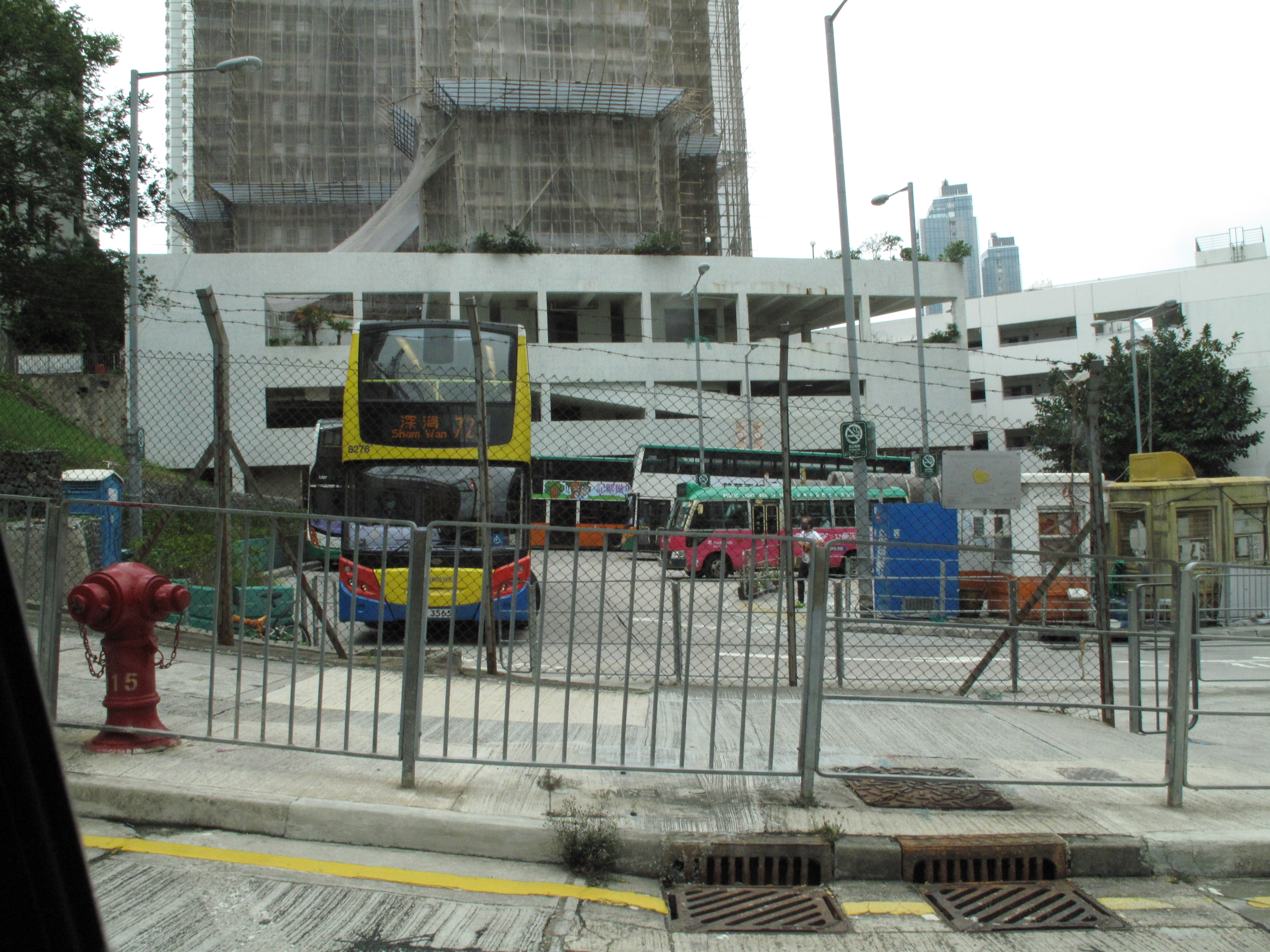
2022年黃竹坑巴士總站，後方是金寶花園

黃竹坑巴士總站（英語：Wong Chuk Hang Bus Terminus）是位於香港南朗山道黃竹坑邨前第5座和第6座之間的巴士總站，地理上黃竹坑邨遠離主幹道黃竹坑道，與大多數南區總站一樣，巴士公司需要特地開辦路線服務本站，否則繞經本站相當費時。

## 歷史
1969年時總站位於第8座側的停車場內，到1973年遷往南朗山道與深灣道之間的坑狀巴士總站，設有4個停車灣。2011年，港鐵興建車廠及黃竹坑站期間需重建巴士總站，臨時總站遷往南朗山道與警校道交界。
由2018年9月30日起，位於南朗山道的南朗山道巴士總站將會啟用，而黃竹坑臨時巴士總站將會封閉。

## 總站路線

### 城巴4號線
- 黃竹坑（南朗山） ↔ 中環（交易廣場）

### 城巴4S線
- 未有資料，請加入至Module:香港巴士/hki。

### 城巴71線
- 黃竹坑（南朗山） ↔ 中環（林士街）

### 城巴78線
- 黃竹坑 ↺ 華貴邨

## 途經路線

### 城巴48線
- 深灣／海洋公園 ↺ 華富（北）

### 城巴71P線
- 深灣 → 中環碼頭

### 城巴72A線
- 深灣 ↔ 銅鑼灣（摩頓台）

### 城巴73P線
- 深灣 →

### 城巴75線
- 深灣 ↔ 中環（交易廣場）

### 城巴N72線
- 華貴 ↔ 鰂魚涌（海澤街）

### 過海隧道巴士107線
- 華貴 ↔ 九龍灣

## 車坑分佈
| 車坑分佈（以入口最左邊起計） | 車坑分佈（以入口最左邊起計） | 車坑分佈（以入口最左邊起計） | 車坑分佈（以入口最左邊起計） |
| 車坑編號                     | 車坑寬度                     | 路線                         |                              |
| ---------------------------- | ---------------------------- | ---------------------------- | ---------------------------- |
| 1                            | 單坑                         | 後備                         |                              |
| 2                            | 單坑                         | 城巴48、71P、73P、N72線      |                              |
| 3                            | 單坑                         | 城巴4、71線                  |                              |
| 4                            | 雙坑                         | 城巴78線                     |                              |